# Рыжковское сельское поселение (Орловская область)
Рыжковское се́льское поселе́ние — муниципальное образование в Сосковском районе Орловской области Российской Федерации.
Административный центр — село Рыжково.

## История
Рыжковский сельский совет в составе Сосковского района Орловской области (с 27 сентября 1937 г.), оккупирован Германией (с 2 октября 1941 г. – по не ранее 7 и не позднее 12 августа 1943 г.); в составе Сосковского сельского района Орловского областного (сельского) совета депутатов трудящихся (с 30 декабря 1962 г.); в составе Сосковского района Орловского областного (сельского) совета депутатов трудящихся (с 10 января 1963 г.); в составе Урицкого сельского района Орловского областного (сельского) совета депутатов трудящихся (с 9 февраля 1963 г.); в составе Шаблыкинского сельского района Орловского областного (сельского) совета депутатов трудящихся (с 3 марта 1964 г.); в составе Шаблыкинского района (c 12 января 1965 г. ); в составе Сосковского района (c 23 августа 1985 г.).
Статус и границы сельского поселения установлены Законом Орловской области от 25 октября 2004 года № 433-ОЗ «О статусе, границах и административных центрах муниципальных образований на территории Сосковского района Орловской области».

## Население
| 2010 | 2012 | 2013 | 2014 | 2015 | 2016 | 2017 |
| ---- | ---- | ---- | ---- | ---- | ---- | ---- |
| 651  | ↘603 | ↘568 | ↘543 | ↘526 | ↘514 | ↘498 |
| 2018 | 2019 | 2020 | 2021 | 2023 |      |      |
| ↗506 | ↘498 | ↘484 | ↗539 | ↘513 |      |      |

## Состав сельского поселения
| №  | Населённый пункт  | Тип населённого пункта       | Население |
| -- | ----------------- | ---------------------------- | --------- |
| 1  | Еньшино           | деревня                      | 42        |
| 2  | Ефимовка          | деревня                      |           |
| 3  | Жихарево          | село                         | ↘56       |
| 4  | Каменец           | деревня                      | 9         |
| 5  | Камень            | посёлок                      | 13        |
| 6  | Ключниково        | деревня                      | 38        |
| 7  | Малорыжково       | посёлок                      | 14        |
| 8  | Новоключниковский | посёлок                      | 14        |
| 9  | Новорыжково       | посёлок                      | 35        |
| 10 | Новосёлки         | посёлок                      | 4         |
| 11 | Первомайский      | посёлок                      | 1         |
| 12 | Печки             | деревня                      | 8         |
| 13 | Прилепы           | деревня                      | 74        |
| 14 | Рыжково           | село, административный центр | ↘327      |
| 15 | Свободная Жизнь   | деревня                      | 13        |